# American Teen
| Оценки критиков | Оценки критиков |
| Источник        | Оценка          |
| --------------- | --------------- |
| AllMusic        | [ 4 ]           |
| Exclaim!        | 8/10            |
| Newsday         | B+              |
| Vice            | A               |

American Teen — дебютный студийный альбом американского соул-певца Халида, вышедший 3 марта 2017 года на лейблах Right Hand Music Group, RCA, Columbia. Тираж диска превысил 1 млн копий и он получил платиновую сертификацию Recording Industry Association of America (RIAA).

## Об альбоме
American Teen дебютировал на позиции № 9 в американском хит-параде Billboard 200 с тиражом 37,000 альбомных эквивалентных единиц, включая 12,000 альбомных продаж. В августе 2017 года альбом достиг № 4 24 октября 2017 года альбом получил платиновую сертификацию Recording Industry Association of America (RIAA) за 1 млн копий (с учётом треков по стримингу). К концу 2017 года тираж American Teen достиг 1,220,000 альбомных эквивалентных единиц в США, включая 147,000 альбомных продаж.
Альбом получил положительные отзывы музыкальных критиков и интернет-изданий: AllMusic, Exclaim!, Vice.

## Список композиций
| №                   | Название                | Автор(ы)                                                                                 | Продюсеры                                    | Длительность |
| ------------------- | ----------------------- | ---------------------------------------------------------------------------------------- | -------------------------------------------- | ------------ |
| 1.                  | «American Teen»         | Халид Робинсон Atilla Elçi Orlando Gomez Alfredo Gonzalez Leslie Johnson                 | Hiko Momoji                                  | 4:10         |
| 2.                  | «Young Dumb & Broke»    | Робинсон Joel Little Talay Riley                                                         | Little                                       | 3:22         |
| 3.                  | «Location»              | Робинсон Joshua Scruggs Samuel David Jimenez Christopher McClenney Olatunji Ige Gonzalez | Syk Sense Smash David Tunji Ige Gonzalez [a] | 3:39         |
| 4.                  | «Another Sad Love Song» | Робинсон Jerome Potter Sam Griesemer                                                     | DJDS                                         | 4:04         |
| 5.                  | «Saved»                 | Робинсон Scruggs Ozan Yildirim Bryan Medina Cameron Hale Calvin Tarvin                   | Syk Sense OZ Medina Tiggi [a]                | 3:26         |
| 6.                  | «Coaster»               | Робинсон Nathaniel Hernandez                                                             | Skrittzy                                     | 3:19         |
| 7.                  | «8teen»                 | Робинсон Little                                                                          | Little                                       | 3:48         |
| 8.                  | «Let's Go»              | Робинсон Yildirim Elçi Noah Gale Daniel Picciotto                                        | OZ Momoji Picciotto [a]                      | 3:24         |
| 9.                  | «Hopeless»              | Робинсон Elçi                                                                            | Momoji                                       | 2:47         |
| 10.                 | «Cold Blooded»          | Робинсон Kurtis McKenzie Jon Mills Nick Martin Carl Dimataga                             | The Arcade UNO Stereo [a]                    | 3:27         |
| 11.                 | «Winter»                | Робинсон Mike "Scribz" Riley                                                             | Scribz GRADES                                | 4:01         |
| 12.                 | «Therapy»               | Робинсон Little                                                                          | Little                                       | 4:17         |
| 13.                 | «Keep Me»               | Робинсон Rupert Thomas, Jr. Scruggs Yildirim Jake Austin                                 | Sevn Thomas Syk Sense OZ Dave Sava6e [a]     | 4:36         |
| 14.                 | «Shot Down»             | Робинсон Scruggs Ramon Ibanga                                                            | Syk Sense !llmind                            | 3:27         |
| 15.                 | «Angels»                | Робинсон Gonzalez Scruggs                                                                | Gonzalez Syk Sense                           | 2:50         |
| Общая длительность: | Общая длительность:     | Общая длительность:                                                                      | Общая длительность:                          | 54:37        |

Примечания
- «8teen» стилизовано как «8TEEN».
- ↑  дополнительный продюсер.

## Позиции в чартах
| Чарт (2017—18)                         | Высшая позиция |
| -------------------------------------- | -------------- |
| Австралия (ARIA)                       | 13             |
| Australian Urban Albums (ARIA)         | 3              |
| Бельгия/Фландрия (Ultratop)            | 83             |
| Бельгия/Валлония (Ultratop)            | 199            |
| Канада (Canadian Albums Chart)         | 7              |
| Дания (Hitlisten)                      | 2              |
| Нидерланды (Album Top 100)             | 26             |
| Финляндия (Suomen virallinen lista)    | 49             |
| Франция (SNEP)                         | 177            |
| Ирландия (IRMA)                        | 95             |
| New Zealand Albums (RMNZ)              | 5              |
| Норвегия (VG-lista)                    | 7              |
| Swedish Albums (Sverigetopplistan)     | 15             |
| Великобритания (UK Albums Chart)       | 44             |
| США (Billboard 200)                    | 4              |
| США (Billboard Top R&B/Hip-Hop Albums) | 3              |

## Сертификации
| Регион | Сертификация  | Продажи   |
| --- | ------------- | --------- |
| Австралия (ARIA) | Золотой       | 35 000    |
| Канада (Music Canada) | Платиновый    | 80 000    |
| Дания (IFPI Danmark) | 2× Платиновый | 40 000    |
| Новая Зеландия (RMNZ) | 2× Платиновый | 30 000    |
| Норвегия (IFPI Norway) | Платиновый    | 20 000*   |
| Великобритания (BPI) | Золотой       | 100 000   |
| США (RIAA) | 2× Платиновый | 2 000 000 |
| * Данные о продажах приведены только на основе сертификации. · ^ Данные о тиражах приведены только на основе сертификации. · Данные о продажах + прослушиваниях приведены только на основе сертификации. |               |           |